# Gmina Czersk
Die Gmina Czersk ist eine Stadt-und-Land-Gemeinde im Powiat Chojnicki in der Woiwodschaft Pommern in Polen. Ihr Sitz ist die gleichnamige Stadt Czersk (deutsch Czersk) mit fast 10.000 Einwohnern.

## Geschichte
Stadt und Gemeindegebiet kamen 1920 auf der Grundlage des Versailler Vertrages zu Polen.

### Partnerschaften
Seit Anfang der 1990er Jahre unterhält die Gemeinde Czersk eine Partnerschaft zur deutschen Stadt Boizenburg/Elbe.

## Gliederung
Zur Stadt-und-Land-Gemeinde Czersk gehören folgende Ortschaften:
| polnischer Name | deutscher Name (bis 1920 und 1939–45)                     |
| --------------- | --------------------------------------------------------- |
| Bagna           | Josephsberg                                               |
| Będźmierowice   | Bendzimirowitz (1873–1942 Schönberg, 1942–45 Schönbergen) |
| Bielawy         | Bielawi (1942–45 Blankenbruch)                            |
| Błoto           | Blotto (1942–45 Höftbruch)                                |
| Brda            | Braadorf                                                  |
| Budziska        | Budeziska                                                 |
| Bukowa Góra     | Bukowagora (1942–45 Buchenberg)                           |
| Czersk          | Czersk (1942–45 Heiderode)                                |
| Czerska Struga  | Czerskerfließ                                             |
| Dąbki           | Schönwalde                                                |
| Duża Klonia     | Klonia (1942–45 Ahornfeld)                                |
| Duże Wędoły     | Wendoli                                                   |
| Fojutowo        |                                                           |
| Gartki          |                                                           |
| Gotelp          | Gotthelf                                                  |
| Gutowiec        | Guttowitz (1942–45 Gutenwirt)                             |
| Jeziórko        | Jesiorken (1942–45 Jeserich)                              |
| Kaliska         | Kaliska                                                   |
| Kamionka        | Kamionka (1942–45 Heidefließ)                             |
| Karolewo        |                                                           |
| Kęsza           | Kencza (1942–45 Kienbruch)                                |
| Klaskawa        | Klaskawa (1942–45 Klasken)                                |
| Kłodnia         | Klodnia                                                   |
| Klonowice       | Klonowitz (1942–45 Klönnwitz)                             |
| Konewki         | Konefka                                                   |
| Konigort        | Konigort                                                  |
| Konigórtek      | Konigortek                                                |
| Kosowa Niwa     |                                                           |
| Koszary         |                                                           |
| Krzyż           | Johannesberg                                              |
| Kurcze          | Kurcze (1942–45 Kurzewiese)                               |
| Kurkowo         | Schöndorf                                                 |
| Kwieki          | Kwieki (1942–45 Kiebitzbruch)                             |
| Łąg             | Long (1942–45 Schönhain)                                  |
| Łąg-Kolonia     | Long Kolonie                                              |
| Lipki           | Lipki (1942–45 Lippken)                                   |
| Listewka        |                                                           |
| Łubna           |                                                           |
| Łukowo          | Lukowo (1942–45 Lucken)                                   |
| Lutom           | Luttom                                                    |
| Lutomski Most   | Luttomerbrück                                             |
| Malachin        | Malachin (1942–45 Melchingen)                             |
| Mała Klonia     | Klein Klonia (1942–45 Klehnacker)                         |
| Małe Wędoły     |                                                           |
| Młynki          | Mielken (1942–45 Mühlchen)                                |
| Modrzejewo      | Moddrow                                                   |
| Mokre           | Mockrau                                                   |
| Mosna           | Mosna (1942–45 Mossen)                                    |
| Nieżurawa       |                                                           |
| Nowa Juńcza     | Neu Juncza                                                |
| Nowe Prusy      | Neu-Prussy (1942–45 Preußenfier)                          |
| Nowy Młyn       | Luttomerneumühl                                           |
| Odry            | Odri                                                      |
| Olszyny         | Olszini (1942–45 Ellerneck)                               |
| Ostrowite       | Ostrowitte (1942–45 Werdersee)                            |
| Ostrowy         |                                                           |
| Płecno          |                                                           |
| Polana          |                                                           |
| Przyjaźnia      | Prziaszn (1942–45 Rheinfeld)                              |
| Pustki          | Pustki                                                    |
| Rówki           |                                                           |
| Rytel           | Rittel                                                    |
| Sienica         | Stellmacher                                               |
| Stara Juńcza    | Alt Juncza                                                |
| Stare Prusy     | Alt-Prussy (1942–45 Altpreußenfier)                       |
| Stodółki        | Stodolka (1942–45 Waldscheunen)                           |
| Struga          | Struga (1942–45 Fließbrück)                               |
| Suszek          | Suszek (1871–1942 Friedenthal, 1942–45 Friedental)        |
| Szałamaje       | Schalamai                                                 |
| Szyszkowiec     |                                                           |
| Twarożnica      | Twarosnitza (1898–1942 Jägerthal, 1942–45 Jägertal)       |
| Uboga           | Uboga (1871–1945 Wörth)                                   |
| Uroża           |                                                           |
| Ustronie        | Charlottenthal                                            |
| Wądoły          |                                                           |
| Wędowo          |                                                           |
| Wieck           | Wieck                                                     |
| Wojtal          | Woithal (1942–45 Woital)                                  |
| Zapędowo        | Zappendowo (1942–45 Zappen)                               |
| Zapora          | Mühlhof                                                   |
| Zarzecze        | Zarzecze (1868–1945 Karlsbraa)                            |
| Zawada          | Zawadda (1942–45 Mühlheide)                               |
| Złe Mięso       | Bösenfleisch                                              |
| Złotowo         | Czersker Mühle                                            |
| Żukowo          | Zuckau                                                    |

## Verkehr
Im Bahnhof Czersk kreuzt sich die Bahnstrecke Tczew–Küstrin-Kietz Grenze mit der nördlich nur noch im Güterverkehr betriebenen Bahnstrecke Laskowice Pomorskie–Bąk. Im Osten der Gemeinde verläuft die Bahnstrecke Nowa Wieś Wielka–Gdynia mit drei nicht mehr bedienten Halten.